# Fleurac (Dordogne)
Fleurac település Franciaországban, Dordogne megyében. Lakosainak száma 320 fő (2022. január 1.). Fleurac Plazac, Peyzac-le-Moustier, Savignac-de-Miremont, Les Eyzies, Mauzens-et-Miremont, Tursac, Rouffignac-Saint-Cernin-de-Reilhac és Saint-Léon-sur-Vézère községekkel határos.

## Népesség
A település népességének változása:
| Lakosok száma | 285  | 219  | 220  | 270  | 242  | 247  | 244  | 281  | 300  | 320  |
|               | 1968 | 1982 | 1990 | 2006 | 2013 | 2015 | 2017 | 2019 | 2020 | 2022 |